# 一号机库 (洛杉矶)
一号机库（英語：Hangar One/Hangar No. 1）是位于加利福尼亚州洛杉矶的洛杉矶国际机场飞行区内的飞机库。1992年列入国家史迹名录。 
一号机库始建于1929年，是最早建于Miles区域的建筑物。当时，机场只有在大豆田和大麦田中间有一条土跑道。该建筑由市政府以3.5万美元建造，并租给柯蒂斯飞机与发动机公司。该机场于1930年更名为洛杉矶市立机场，1937年被市政府回购并去掉了“市立”字样。在此期间，查爾斯·林德伯格为机库的使用者，德国LZ 127 Graf Zeppelin在洛杉矶停靠期间被抛在机库门附近。数以万计的观众在1933年和1936年于1号机库附近排队观看全国飞行比赛。机场直到1946年12月5日才开航商业航班。
该建筑于1966年11月16日被洛杉矶历史遗产委员会宣布为第四十四号洛杉矶历史文化纪念碑。然而，该建筑在1970年代废弃。为扩建洛杉矶机场，机库在1980年代初曾有拆除的打算，但一个对建筑和航空感兴趣的团体介入并说服机场官员取消拆除计划。
1990年，耗资20 万美元的翻新工程使其符合抗震要求，并恢复了1930年代初建时的外观。作为翻新的条件，德克萨斯州的开发商AVIA发展公司获得了在附近新建两座货运大楼的施工许可。AVIA还向国家史迹名录提出了申请，其中部分原因是为了获得四十万美元的税收抵免。
该机库目前由航空设施公司作为货运大楼使用。

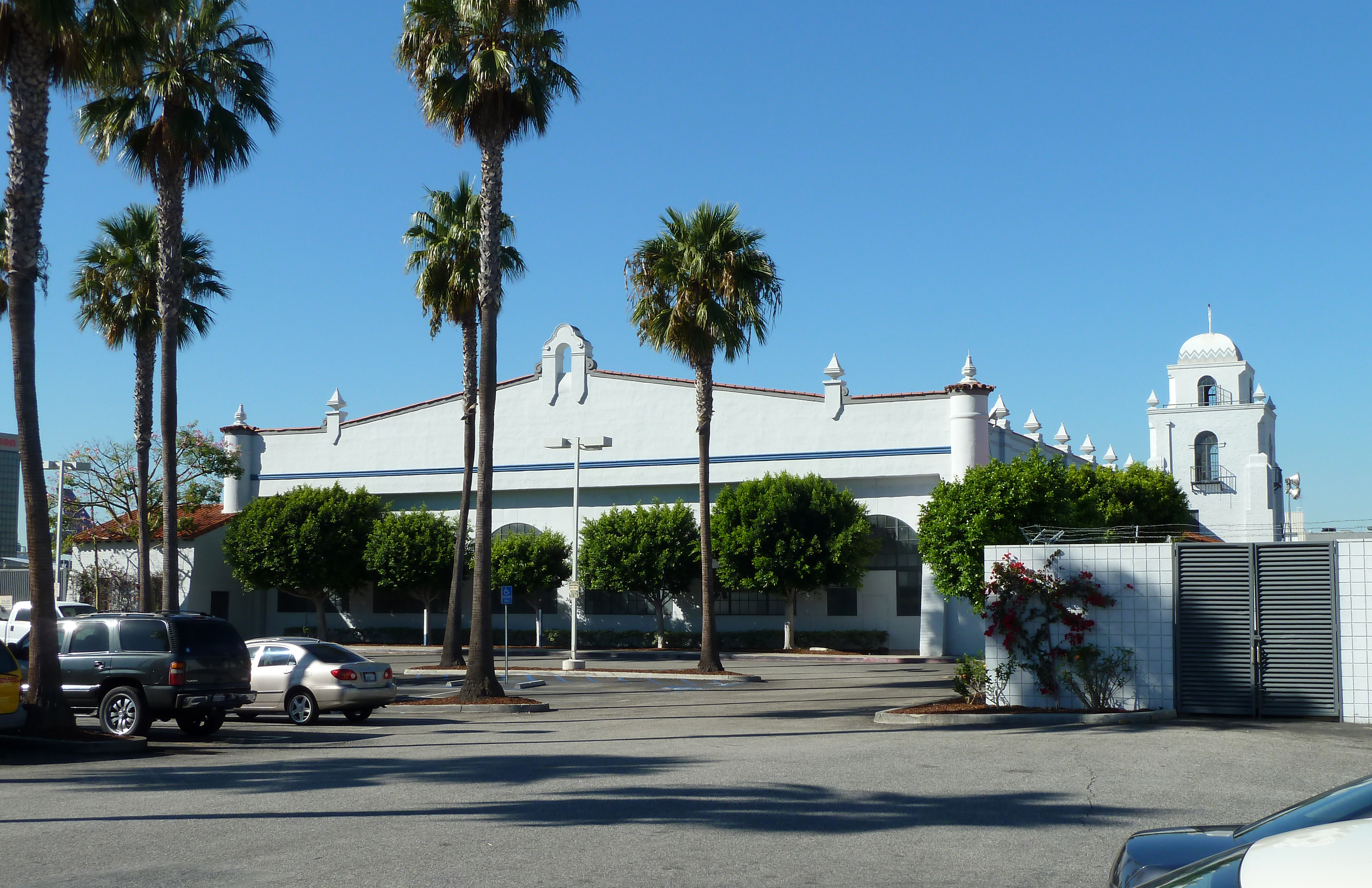
街景；面向游客的墙的下半部分最初为机库门。

这座两层的砖混混凝土建筑是西班牙殖民复兴风格设计的五座建筑之一，也是仅存的建筑。机库以其建筑而闻名，尤其是其精致的塔楼、瓦屋顶和拱门。设计师的意图很可能是推广新洛杉矶机场。该建筑占地面积为17,037平方英尺（1,582.8平方）, 其中货物装卸空间占地10,497 sq ft（975.2 m2）、办公空间占地6,540 sq ft（608 m2）。顶棚宽99英尺（30）、长114英尺（35）、高20至24英尺（6.1—7.3）。机库门门宽和高分别为26乘18英尺（7.9乘5.5）。